# Gironda

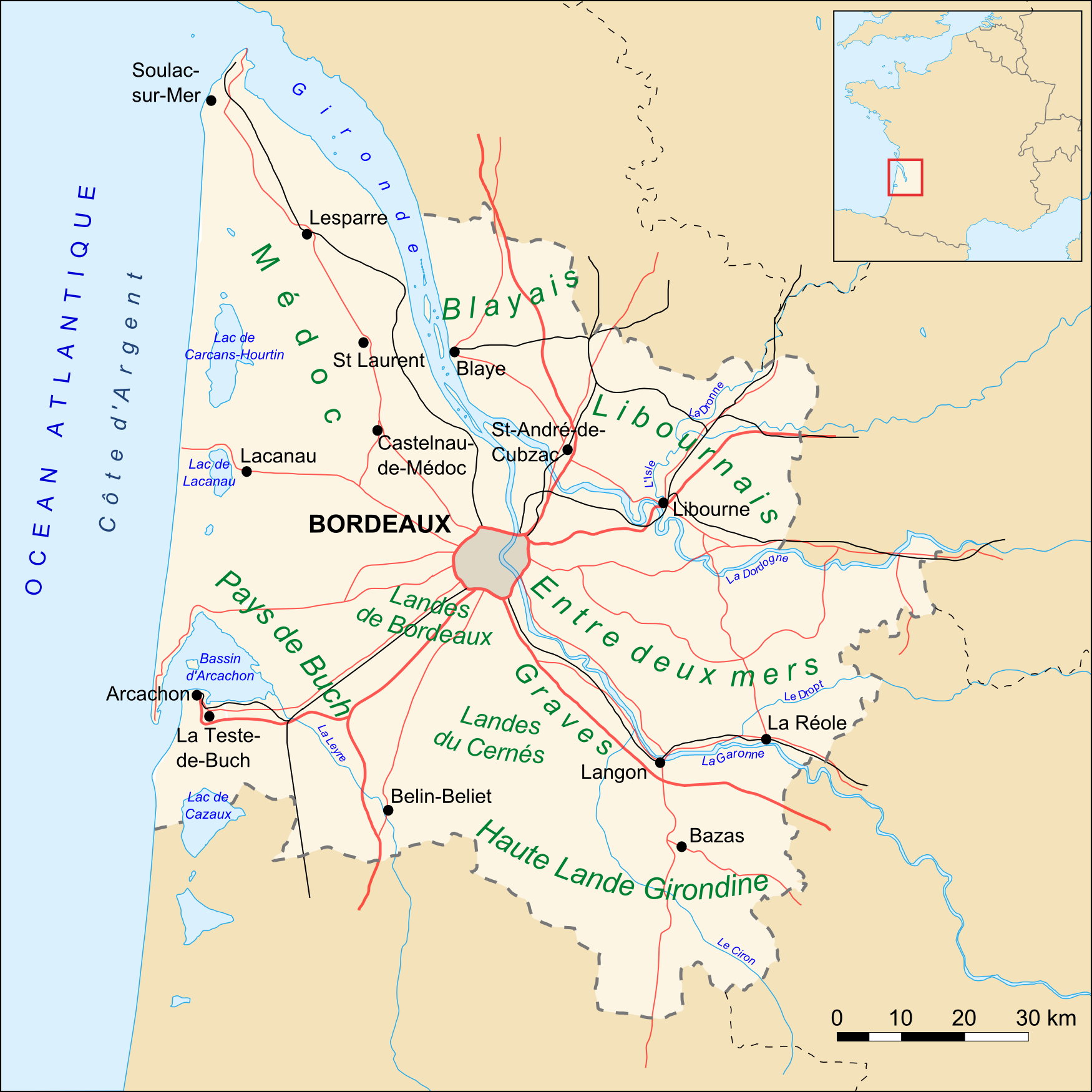
Mapa de Gironda.

Gironda (pronunciado [xi'ɾon.da]; en francés: Gironde) es un departamento francés situado en el sudoeste del país. Su gentilicio es girondinos (en francés, girondins).
Este departamento debe su nombre al estuario de la Gironda, que nace tras la confluencia del río Dordoña y del río Garona, tras pasar por Burdeos. Gironda es el departamento más grande de la Francia metropolitana y el segundo después de la Guayana. Fue creado en el siglo XV por los emperadores de esa época, gracias a esto surge la guerra de los pasteles, guerra que ocasionó muchos desastres. Sin embargo este departamento se destruyó en la Segunda Guerra Mundial.

## Historia
El departamento fue creado tras la Revolución francesa, el 4 de marzo de 1790 en aplicación de la ley del 22 de diciembre de 1789 a partir de una parte de las antiguas provincias de Guyena y Gascuña.
También se llamó Bec-d'Ambès, de 1793 à 1795, durante la época en la que el término Gironde recordaba al grupo parlamentario de los Girondinos, que fueron detenidos y perseguidos durante el periodo del Terror.

## Geografía
Gironda forma parte de la región de Nueva Aquitania. Limita con los departamentos de Landas al sur, Lot y Garona y Dordoña al este, Charente Marítimo al norte y al oeste con el océano Atlántico (Costa de Plata). Tiene una superficie de 10 000 km², que en términos de extensión es similar a la del Líbano.
Está atravesado por los ríos Dordoña y Garona, en cuyo encuentro se forma el estuario de la Gironda. La parte occidental de Gironda forma parte de la Gascuña y acoge una gran parte del bosque de las Landas de Gascuña.

## Demografía
| 1801    | 1831    | 1841      | 1851      | 1856      | 1861      | 1866      |
| ------- | ------- | --------- | --------- | --------- | --------- | --------- |
| 502.723 | 554.224 | 568.034   | 614.387   | 640.757   | 667.193   | 701.855   |
| 1872    | 1876    | 1881      | 1886      | 1891      | 1896      | 1901      |
| 705.149 | 735.242 | 748.703   | 775.845   | 793.528   | 809.902   | 821.131   |
| 1906    | 1911    | 1921      | 1926      | 1931      | 1936      | 1946      |
| 823.925 | 829.095 | 819.128   | 827.973   | 852.768   | 850.567   | 858.381   |
| 1954    | 1962    | 1968      | 1975      | 1982      | 1990      | 1999      |
| 896.517 | 935.448 | 1.009.390 | 1.061.480 | 1.127.546 | 1.213.499 | 1.287.334 |

Las mayores ciudades del departamento son (datos del censo de 1999):
- Burdeos: 215.363 habitantes; 753.931 en la aglomeración, que incluye 51 comunas, entre ellas Mérignac (61.992 hab.), Pessac (56.143 hab.), Talence (37.210 hab.), Villenave-d'Ornon (27.500 hab.) y Saint-Médard-en-Jalles (25.566 hab.).
- Arcachón: 11.454 habitantes; 54.204 en la aglomeración, que incluye la comuna de La Teste-de-Buch (22.970 hab.) y Gujan-Mestras (14.958 hab.), ambas más pobladas que la cabecera de la aglomeración.
- Libourne: 21.761 habitantes; 28.128 en la aglomeración.

## Clima
El clima de Gironda es de tipo oceánico. Se caracteriza por una débil amplitud térmica entre el verano y el invierno. La temperatura media anual en Gironda varía entre 5 o 7 °C en enero a 19 o 21 °C en verano. Los inviernos son suaves y las temperaturas estivales cálidas pero soportables (18 días de media por año en Mérignac en los que la temperatura supera los 30 °C). Las heladas son poco numerosas: 32 días de media de heladas por año en Mérignac. Toda la zona de bosque puede tener durante cualquier estación, temperaturas muy bajas o muy altas. La zona forestal tiene por tanto un número de días con heladas y de fuerte calor más elevado que en el resto del departamento: a veces incluso 50 días de heladas por año y 25 a 30 días por año a más de 30 °C.
Las lluvias son relativamente frecuentes y más abundantes en invierno y otoño. Por el contrario el verano e incluso el comienzo del otoño son más secos: 50 mm para julio, 100 mm para enero. El cúmulo anual de las precipitaciones varía de este a oeste, de 700 mm a más de 1000 mm. En cualquier estación, el litoral es poco lluvioso y muy templado mientras que el interior forestal tiene la pluviometría más abundante.
Los vientos dominantes soplan del sudoeste a noroeste. El segundo sector más importante es el sudeste, más marcado en la parte oriental del departamento.
Luce el sol alrededor de 2000 horas en Burdeos, y es especialmente importante en la cuenca de Arcachon y el litoral, con alrededor de 2200 horas.

## Girondinos célebres
- Alain Aslan, escultor
- Leonor de Aquitania
- Barbara Schulz, actriz
- Boris Cyrulnik, psicoanalista, psicólogo y escritor
- Danielle Darrieux, actriz
- Edmond Rostand, dramaturgo
- Edouard Molinaro, cineasta
- Élisée Reclus, geógrafo
- Étienne de La Boétie, escritor
- François Mauriac, escritor y periodista
- Francisco de Miranda, militar y político venezolano
- Georges Coulonges, escritor y guionista
- Jacques Ellul, filósofo, psicólogo y teólogo
- Jean Anouilh, autor dramático
- Jean Eustache, cineasta
- Jean-Jacques Sempé, dibujante
- El Anónimo de Burdeos, peregrino que llegó a Jerusalén
- Maurice Dubois, pintor
- Michel de Montaigne, pensador del Renacimiento
- Montesquieu, pensador
- Odilon Redon, pintor
- Pascal Obispo, cantante
- Pierre Palmade, humorista
- René Clément, cineasta
- Serge Lama, cantante